# 瓦爾納區
53°22′50″N 60°58′44″E / 53.38056°N 60.97889°E
瓦爾納區（俄语：Варненский район），是俄羅斯的一個區，位於該國西南部，由車里雅賓斯克州負責管轄，面積3,853平方公里，2010年人口27,357，人口密度每平方公里7.1人。